# Z李
Z李  （ゼットリ、本名：田記 正規（たき まさのり）、1981 あるいは 1982-）は、日本の実業家、小説家、インフルエンサー、馬主。公営ギャンブルの予想などを行うオンラインサロン、『新宿租界』の代表。なお、各SNSアカウントは、前出の人物が指示を出すなどして複数人が運営に関わっているとされる。 

## 概要
2018年頃にTwitter（現X）アカウント開設。 俳優のジェット・リーを捩った名前やアイコンから、当初は中国人説も流れた。公営ギャンブルや裏社会情報等を呟いて注目され、 およそ1年後には競馬、競艇、競輪、オートレースの情報提供を行うオンラインサロン「新宿租界」が組織された。半グレめいた暴露系・モノ申す系インフルエンサーとして、約90万人のフォロワーを擁した。素顔や年齢などの個人情報は徹底的に秘匿されていた。2021年より2年間にわたり、週刊SPAで小説を連載していた。
猫好きで、捨て猫や保護猫を集めた猫カフェ「BAKENEKO CAFE」を運営していたほか、2020年から新宿や渋谷のホームレスへの炊き出しを積極的に行っており、ボランティアで友人のラッパーや格闘家、YouTuberが参加していた。 料理には相当凝っているらしく、簡単でお腹いっぱいになる所謂男メシ料理を紹介するレシピ本を出版した。これらの資金は新宿租界の収益の一部から充てられている 。
2023年10月、草下シンヤと闇バイトについて対談し、闇バイトに応募しているのは境界知能の人が少なくないと語り、若者には闇バイトよりも遠洋漁や、北海道やカンボジアに行き木こりになることを勧める。2024年4月、同年3月に最高値をつけて1000万円台になったビットコインについてトレーダーと対談し、自らの相場観や手法やメンタル管理などについて語った。
2024年8月、2023年3月に刊行した小説『飛鳥クリニックは今日も雨』が漫画化される。
2025年3月31日、自身の広告収入を公開し、かつては半月で10万円ほどだった収入が、3万円ほどまでに下がっていることを明かした。

## 関連
- 漢 a.k.a.GAMI - 命の恩人と語る[16]
- 草下シンヤ -  炊き出し、トークショーや闇バイトについての対談など共演が多い
- RYKEY - 舐達麻のライブに共に乱入したり、脱法大麻HHCリキッドの販売を煽るポストをするなど同じグループとみられる[17]。